# Vilimoni Delasau

a Compétitions nationales et continentales officielles uniquement.

b Matchs officiels uniquement.
Dernière mise à jour le 25 juillet 2013.
Vilimoni Delasau, né le 12 juillet 1977 à Ba (Fidji), est un joueur de rugby à XV et de rugby à sept international fidjien qui évoluait au poste d'ailier.
Il a disputé le Super 12 et le National Provincial Championship en Nouvelle-Zélande. Il est considéré comme l'un des meilleurs ailiers de rugby à sept au monde; sa performance en 1999  a été remarquée, avec 82 essais inscrits pour son équipe nationale. Il détient aussi le record d'essais marqué en un seul match (6) et le record d'essais dans un tournoi (16).

## Carrière

### En club
En avril 2010, il intègre le Stade toulousain en qualité de joker médical afin de couvrir les blessures de Maleli Kunavore et Yves Donguy.

### En équipe nationale
Il a honoré sa première cape internationale en équipe des Fidji le 30 juin 2000 contre l'équipe des États-Unis.

## Statistiques

### En équipe nationale
- 29 sélections en équipe des Fidji depuis 2000
- 11 essais (55 points)
- Sélections par année : 3 en 2000, 8 en 2001, 2 en 2002, 5 en 2003, 4 en 2005, 5 en 2007, 2 en 2008
- En coupe du monde :
  - 2003 : 4 sélections (France, États-Unis, Japon, Écosse).
  - 2007 : 5 sélections, 2 essais, 10 points (Japon, Canada, Australie, pays de Galles, Afrique du Sud).

### Avec les Pacific Islanders
- 3 sélections en 2008 en tournée en Europe avec les Pacific Islanders (Angleterre, France, Italie)
- 2 essais, 10 points

## Palmarès

### En club
- Stade montois
  - Vainqueur du Championnat de France de Pro D2 en 2002
- Crusaders
  - Vainqueur du Super 12 en 2005
- Stade toulousain
  - Vainqueur du Championnat de France en 2011
- ASM Clermont
  - Finaliste du Championnat de France en 2007 et 2008

### En équipe nationale
- Fidji à sept
  - Vainqueur de la Coupe du monde en 2005